# Shift-light

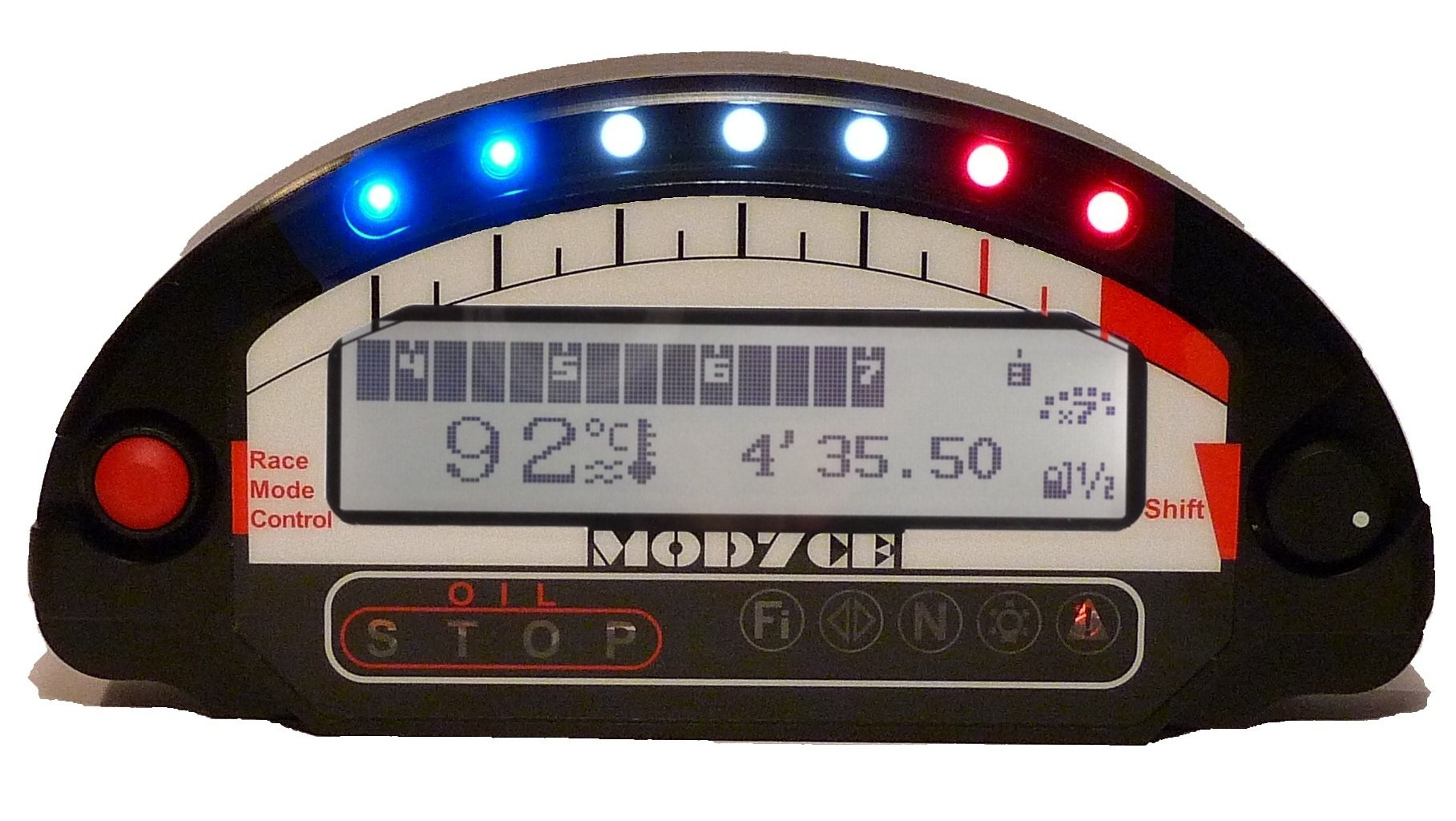
Un afficheur électronique de compétition. Les LED de shift-light sont sur la partie supérieure. Ici bleu-vert-rouge.

Le shift-light (shift light, ou shiftlight, qu'on peut traduire en français par « indicateur lumineux de changement de vitesse ») est un indicateur de régime moteur lumineux présentant au conducteur d'un véhicule de façon claire la plage d'utilisation de son moteur. Des LED de couleurs indiquent la plage de régime, quand le rouge est atteint, il est temps de passer le rapport de vitesse supérieur.
Cet appareil est utilisé principalement dans les sports mécaniques.